# Saturnia subdiaphana
Saturnia subdiaphana är en fjärilsart som beskrevs av Schultz. 1909. Saturnia subdiaphana ingår i släktet Saturnia och familjen påfågelsspinnare. Inga underarter finns listade.